# Blízká setkání třetího druhu
Blízká setkání třetího druhu (v anglickém originále Close Encounters of the Third Kind) je americký vědecko-fantastický film režiséra Stevena Spielberga z roku 1977 o kontaktu lidstva s mimozemskými bytostmi. Film získal pro perfektní děj a realistické filmové efekty celou řadu obdivovatelů a ocenění. Název filmu vychází z kategorizace setkání s UFO, kterou vytvořil ve druhé polovině 20. století J. Allen Hynek  – viz článek UFO. Tento americký astronom a ufolog, který byl potomkem českých přistěhovalců, působil při přípravě filmu jako odborný poradce, a dokonce se objevuje v jednom záběru v závěrečné scéně filmu (jako šedovlasý muž s brýlemi, bradkou a dýmkou v ústech, který přihlíží vylodění návštěvníků z vesmíru).

## Obsah filmu
Hlavní hrdina Roy Neary je obyčejný zaměstnanec a člověk. Jednou se stal svědkem podivných létajících světel na noční obloze (UFO) v doprovodu zvláštní melodie pěti tónů (re, mi, do, do, sol) a do povědomí se mu dostává netypický kuželový tvar. I jinde na Zemi se množí zvláštní události, nachází se dávno v Bermudském trojúhelníku zmizelé bombardéry a mizí další lidé. Roy je vším fascinován a když zjistí, že kuželový tvar je reálný, je to bývalá sopka, čedičová hora zvaná Ďáblova věž ve Wyomingu, opouští rodinu a vydá se na cestu k hoře. Cestou potká matku zmizelého chlapce, která je také puzena k hoře a tak putují spolu. Hora je obklíčena vládními vojsky a vědci, kvůli zabránění paniky chtějí utajit avizované přistání vesmírné lodi v kráteru. Na konci příběhu proniká Roy do uzavřeného areálu, je svědkem přistání lodě, opakující se melodie a navazovaného hudebního a vizuálního kontaktu mezi lidmi a lodí. Loď se otevírá, vstupují lidé včetně Royho a vědců a vystupují ztracení lidé v doprovodu mimozemšťanů nevelkých postav. Lidstvo navazuje svůj první kontakt s bytostmi pocházejícími mimo naši planetu.

## Obsazení
| Richard Dreyfuss    | Roy Neary        |
| François Truffaut   | Claude Lacombe   |
| Teri Garr           | Ronnie Neary     |
| Melinda Dillon      | Gillian Guiler   |
| Bob Balaban         | David Laughlin   |
| J. Patrick McNamara | vedoucí projektu |

## Ocenění
- Oscar – kamera, speciální cena za střih zvukových efektů (Frank E. Warner); nominace na Oscara – herečka ve vedlejší roli (Melinda Dillon), výprava (Joe Alves, Dan Lomino, Phil Abramson), režie, vizuální efekty (Roy Arbogast, Douglas Trumbull, Matthew Yuricich, Gregory Jein, Richard Yuricich), střih, hudba, zvuk (Robert Knudson, Robert J. Glass, Don MacDougall, Gene S. Cantamessa)
- Academy of Science Fiction, Fantasy & Horror Films – režie, hudba, scénář
- BAFTA – výprava
- David di Donatello Awards – zahraniční film
- Motion Picture Sound Editors – střih zvukových efektů